# Budakeszi
Budakeszi (in tedesco Wudigeß) è una città dell'Ungheria di 14.179 abitanti situata nella contea di Pest, nell'Ungheria settentrionale. Il codice postale è 2092.

## Amministrazione

### Gemellaggi
- Dijda
- Miercurea Ciuc, dal 1997[1]
- Westenholz
- Lich
- Neckarsulm
- Sankt Margarethen an der Raab